# Kobus en Agnietje
Kobus en Agnietje is een novelle van Justus van Effen die in 1733 verscheen in de Hollandsche Spectator.  

## Verhaal
Het verhaal gaat over twee jonge mensen tussen wie een liefde groeit. Ze trouwen uiteindelijk, hoewel Kobus er financieel beter voorstaat dan Agnietje. Dit laatste was een typisch beeld voor de periode van de Verlichting, want vóór die tijd was het heel ongebruikelijk als men beneden de eigen stand trouwde. 